# Parmotrema milanezii
Parmotrema milanezii är en lavart som beskrevs av Marcelli, Benatti & Elix. Parmotrema milanezii ingår i släktet Parmotrema och familjen Parmeliaceae.   Inga underarter finns listade i Catalogue of Life.